# قلعه‌نک
قلعه‌نَک  جماعت و شهرکی در کشور تاجیکستان است که در ناحیهٔ رشت ناحیه‌های تابع جمهوری قرار دارد. جمعیت این جماعت ۶٬۴۲۰ است.